# 下山町 (名古屋市)
下山町（しもやまちょう）は、愛知県名古屋市瑞穂区の地名。現行行政地名は下山町1丁目及び下山町2丁目。住居表示未実施地域。

## 地理
名古屋市瑞穂区東部に位置する。北東は密柑山町、西は田辺通、南東は八勝通に接する。

## 歴史

### 地名の由来
弥富町の旧字下山に由来する。字下山は、当地には山が多く所在し、北側に位置する上山に対して、南側の下手にあたることから命名されたとされる。

### 沿革
- 1932年（昭和7年）8月1日 - 南区弥富町字密柑山・下山・牛山の各一部により、同区下山町1〜2丁目として成立[4]。
- 1937年（昭和12年）10月1日 - 行政区の変更に伴い、昭和区下山町となる[5]。
- 1943年（昭和18年）8月16日 - 弥富町・密柑山町の各一部を編入する[5]。
- 1944年（昭和19年）2月11日 - 行政区の変更に伴い、瑞穂区下山町となる[5]。

## 世帯数と人口
2019年（平成31年）3月1日現在の世帯数と人口は以下の通りである。
| 町丁   | 世帯数  | 人口    |
| ------ | ------- | ------- |
| 下山町 | 781世帯 | 1,743人 |

### 人口の変遷
国勢調査による人口の推移
| 1950年（昭和25年） | 869人   | [ 6 ]     |  |
| 1955年（昭和30年） | 1,272人 | [ 6 ]     |  |
| 1960年（昭和35年） | 1,592人 | [ 7 ]     |  |
| 1965年（昭和40年） | 1,768人 | [ 7 ]     |  |
| 1970年（昭和45年） | 2,051人 | [ 8 ]     |  |
| 1975年（昭和50年） | 1,958人 | [ 8 ]     |  |
| 1980年（昭和55年） | 2,110人 | [ 9 ]     |  |
| 1985年（昭和60年） | 2,147人 | [ 9 ]     |  |
| 1990年（平成2年）  | 2,155人 | [ 10 ]    |  |
| 1995年（平成7年）  | 2,067人 | [ 11 ]    |  |
| 2000年（平成12年） | 1,927人 | [ WEB 6 ] |  |
| 2005年（平成17年） | 1,929人 | [ WEB 7 ] |  |
| 2010年（平成22年） | 1,845人 | [ WEB 8 ] |  |
| 2015年（平成27年） | 1,791人 | [ WEB 9 ] |  |

## 学区
市立小・中学校に通う場合、学校等は以下の通りとなる。また、公立高等学校に通う場合の学区は以下の通りとなる。なお、小・中学校は学校選択制度を導入しておらず、番毎で各学校に指定されている。
| 丁目        | 小学校                                    | 中学校                                    | 高等学校 |
| ----------- | ----------------------------------------- | ----------------------------------------- | -------- |
| 下山町1丁目 | 名古屋市立陽明小学校                      | 名古屋市立汐路中学校                      | 尾張学区 |
| 下山町2丁目 | 名古屋市立陽明小学校 名古屋市立弥富小学校 | 名古屋市立汐路中学校 名古屋市立萩山中学校 | 尾張学区 |

## 施設
- 山神社[2]

1733年（享保18年）、付近の山林を守るために大山祇命を祀ったもの。

## その他

### 日本郵便
- 郵便番号 : 467-0049[WEB 3]（集配局：瑞穂郵便局[WEB 12]）。

### WEB
1. ↑  “愛知県名古屋市瑞穂区の町丁・字一覧”.   人口統計ラボ. 2019年3月21日閲覧。
2. 1 2  “町・丁目(大字)別、年齢(10歳階級)別公簿人口(全市・区別)”.   名古屋市 (2019年3月20日). 2019年3月21日閲覧。
3. 1 2  “郵便番号”.  日本郵便. 2019年3月17日閲覧。
4. ↑  “市外局番の一覧”.   総務省. 2019年1月6日閲覧。
5. ↑  名古屋市役所市民経済局地域振興部住民課町名表示係 (2015年2月10日). “瑞穂区の町名一覧”.   名古屋市. 2015年10月8日閲覧。
6. ↑  名古屋市役所総務局企画部統計課統計係 (2005年7月1日). “（刊行物）名古屋の町(大字)・丁目別人口 (平成12年国勢調査) (8)瑞穂区(第1表から第3表)” (xls). 2015年10月15日閲覧。
7. ↑  名古屋市役所総務局企画部統計課統計係 (2007年6月27日). “（刊行物）名古屋の町(大字)・丁目別人口 (平成17年国勢調査) (8)瑞穂区(第1表から第3表）” (xls). 2015年10月15日閲覧。
8. ↑  名古屋市役所総務局企画部統計課統計係 (2012年4月22日). “（刊行物）名古屋の町(大字)・丁目別人口 (平成22年国勢調査) (8)瑞穂区(第1表から第3表）” (xls). 2015年10月15日閲覧。
9. ↑  総務省統計局 (2017年1月27日). “平成27年国勢調査の調査結果(e-Stat) - 男女別人口及び世帯数 －町丁・字等” (CSV). 2021年7月21日閲覧。
10. ↑  “市立小・中学校の通学区域一覧”.   名古屋市 (2018年11月10日). 2019年1月14日閲覧。
11. ↑  “平成29年度以降の愛知県公立高等学校（全日制課程）入学者選抜における通学区域並びに群及びグループ分け案について”.   愛知県教育委員会 (2015年2月16日). 2019年1月14日閲覧。
12. ↑  郵便番号簿 平成29年度版 - 日本郵便. 2019年03月21日閲覧 (PDF)

### 書籍
1. ↑  名古屋市計画局 1992, p. 608.
2. 1 2 3  「角川日本地名大辞典」編纂委員会 1989, p. 1518.
3. 1 2 3  名古屋市計画局 1992, p. 387.
4. ↑  瑞穂区制施行50周年記念事業実行委員会 1994, p. 608.
5. 1 2 3  名古屋市計画局 1992, p. 802.
6. 1 2  名古屋市総務局企画室統計課 1957, p. 84・85.
7. 1 2  名古屋市総務局企画部統計課 1967, p. 78・79.
8. 1 2  名古屋市総務局統計課 1977, p. 53.
9. 1 2  名古屋市総務局統計課 1986, p. 75・76.
10. ↑  名古屋市総務局企画部統計課 1991, p. 42.
11. ↑  名古屋市総務局企画部統計課 1996, p. 113.

### 統計資料
- 名古屋市総務局企画室統計課 編『昭和31年版 名古屋市統計年鑑』名古屋市、1957年。
- 名古屋市総務局企画部統計課 編『昭和41年版 名古屋市統計年鑑』名古屋市、1967年。
- 名古屋市総務局統計課 編『昭和51年版 名古屋市統計年鑑』名古屋市、1977年。
- 名古屋市総務局統計課 編『昭和60年国勢調査 名古屋の町・丁目別人口（昭和60年10月1日現在）』名古屋市役所、1986年。
- 名古屋市総務局企画部統計課 編『平成2年国勢調査 名古屋の町（大字）別・年齢別人口（平成2年10月1日現在）』名古屋市役所、1994年。
- 名古屋市総務局企画部統計課 編『平成7年国勢調査 名古屋の町（大字）・丁目別人口（平成7年10月1日現在）』名古屋市役所、1996年。